# 霍雷尼亞河
霍雷尼亞河（烏克蘭語：Гореня），是烏克蘭北部的河流，屬於茲德維日河的右支流。該河發源自克拉夫季耶沃-塔拉索韋附近，流經基輔州的布查區，河道全長4公里。